# تاتارهای فنلاند
تاتارهای فنلاند (Uqdah:Финляндия татарлары; فنلاندی: Suomen tataarit سوئدی: Finländska tatarer) قومی از شاخه تاتار ولگا هستند که به فنلاند مهاجرت کرده‌اند و معتقد به اسلام هستند. تعداد آنها به حدود ۱۰۰۰ نفر می‌رسد و قدیمی‌ترین اقلیت‌های مسلمان در فنلاند و در کشورهای اسکاندیناوی هستند؛ و عملاً جماعت اسلامی تاتار (تاتاری: Finlandiya Islam Cemaati), قدیمی‌ترین جامعه مسلمان در فنلاند و در جهان غرباست. تاتارهای فنلاندی (عمدتاً Uqdah تاتارها) از لحاظ زبان متعلق به خانواده زبان‌های ترکی هستند.

## تاریخچه
در اوایل قرن نوزده در دوک‌نشین بزرگ فنلاند تاتارها تحت روسیه تزار بودند. تاتارها توسط روس‌ها در ساخت و ساز دژ بومارسوند در آلاند و در قلعه سوئومنلینا در سواحل هلسینکی به کار گرفته شدند. بسیاری از آنها به روسیه بازگشتند. آنهایی که ماندند گورستان اسلامی، در بومارسوند گواهی حضور ایشان در فنلاند هست.
نیاکان تاتارها امروزی به فنلاند از ۱۸۷۰ تا اواسط دهه ۱۹۲۰ از ۲۰ روستا در منطقه سرگاچایسکی در نزدیکی رودخانه ولگا به جنوب شرقی نیژنی نووگورود آمدند. بسیاری از آنها قبلاً کشاورز بودند. آنها در فنلاند به عنوان تجار در تجارت خز و پارچه منطقه اطراف هلسینکی مقیم شدند.

## جماعت اسلامی فنلاندی
در سال ۱۹۲۵ اولین جماعت اسلامی فنلاند (تاتاری: Finlandiya Islam Cemaati) تأسیس شد. در نتیجه فنلاند اولین کشور اروپای غربی بود که به طور رسمی جماعت اسلامی را به رسمیت شناخت. در سال ۱۹۲۲ آزادی در فنلاند به تصویب رسید. امروز جماعت به مساجد در هلسینکی و جرونپا. دوم جماعت تاتارها تأسیس شد در تامپره در سال ۱۹۴۳. غیر مسلمانان تاتار نمی‌توانند تبدیل به اعضای فنلاندی اسلامی جماعت شوند. گورستان تاتار اسلامی در هلسینکی تورکو و تامپره وجود دارد.

## امروزه
تاتارها به طور کامل به بافت جامعه فنلاند پیوسته‌اند و آنها به طور فعال درگیر در اقتصاد و فرهنگی فنلاند هستند و در یک آرایه وسیعی از مشاغل شرکت دارند. آنها موفق به حفظ یک هویت متمایز بودند و در حفظ زبان تاتاری در خانواده و در محافل خصوصی و هم در سازمان فرهنگی خود موفق هستند. از سال ۱۹۳۵ جامعه اتحاد ترک‌های فنلاند (تاتاری: Finlandiya Türkleri Birligi) با برگزاری رویدادهای فرهنگی در قالب موسیقی محلی و فولکلور و شعر به زبان تاتاری فعالیت می‌کنند.
باشگاه ورزشی فوتبال یولدوز در سال ۱۹۴۵ تأسیس شد. باشگاه ورزشی با حمایت جماعت اسلامی تاتار کار می‌کند و منجر به نگهداری از فرهنگ و زبان تاتار شده است. یکی از قابل توجه‌ترین تاتارهای فنلاندی بازیکن سابق فوتبال آتیک اسماعیل است.
از سال ۱۹۴۸ تا سال ۱۹۶۹ در مدرسه ابتدایی (تاتاری: Türk Halk Mektebi) در هلسینکی بود که تا حدودی یارانه از جماعت اسلامی و قسمتی از شهر هلسینکی دریافت می‌کرد. حدود نیمی از آموزش محصلان به زبان فنلاندی و نیم دیگر به زبان ترکی تاتاری است. اصلاح نظام مدرسه در دهه ۱۹۷۰ ساخته شده مدرسه عملی با توجه به تعداد کمی از دانش آموزان و شرایط حاکم بر یارانه‌های دولتی تغییر کرد و به جای آن در طول پاییز و زمستان پس از ساعات مدرسه به طور منظم به تاتاری آموزش می‌دهند. یک مهد کودک تاتار از ۱۹۵۰ دوره‌های تابستانی فعالیت دارد و سرپرست مرکز آموزش در کیرک‌کونومی در نزدیکی هلسینکی قرار دارد.
این گروه کوچک از تاتارها موفق به حفظ مهارت در زبان تاتار تا پنج نسل شده‌اند. فعالیت نشریات تاتارها گسترده بود اما در حال حاضر متوقف است. نشریات گذشته شامل متون مذهبی و شعر و نمایشنامه و رمان بود.